# みいるか
みいるか（11月5日 - ）は、日本のYouTuber、TikToker、イラストレーター、絵本作家。女性。本名、年齢は非公表。愛称は「みいるん」。2024年7月より関西地方に在住。ファンの総称は「みいるか隊」「みいるか鯛」「ぎょぐん」などがあり最終決定はされていない(2024年7月現在)。

## 来歴

### 2020年
8月16日、Instagramにイラストを初投稿

### 2021年
1月25日、TikTokにてイラストのショート動画を初投稿
5月23日、YouTubeにイラスト動画を初投稿
9月16日、TikTok Creator Academy 0期生に合格

### 2022年
7月8日、東京都渋谷区のLOART GALARRYで油彩画家の宇城聖矢の個展「神秘的な展」にゲスト出演
8月6日、福岡県福岡市のTikTok Creative Festival FUKUOKAに出演
11月20日、福島県浪江町の十日市祭に出演
11月23日、宮下公園で宇城聖矢と合同展示交流会に参加

### 2023年
4月15日、宮城県仙台市のTikTok Creative Festival in SENDAIに出演
7月、自身のオリジナルキャラクターであるゆるいるかのカプセルトイを発売
7月16日、大阪府大阪市のグランフロント大阪でTikTok Creative Festival in OSAKAに出演
8月5日、兵庫県神戸市の神戸学園水族館「AQUA TEXT」4周年イベントにコラボ出演
9月16日、愛知県名古屋市のオアシス21でTikTok Creative Festival in NAGOYAに出演
9月18日、大阪市のコミュニティーフードホール大阪・日本橋でクリエイターのププとコラボカフェイベントを開催
10月21日、浪江町の津島中学校で標葉祭りに参加
10月28日、10月29日、沖縄県浦添市の浦添てだこ祭りに出演
11月25日、マリンワールド海の中道でコラボイベントを開催
11月26日、12月2日、新宿マルイでサイン会を開催、グッズ販売期間は11月25日〜12月10日
12月3日、京都府京都市のイオンモールKYOTOでトークショーを開催
12月17日、専門学校アートカレッジ神戸でドローイングイベントを開催

### 2024年
1月6日、WEGO心斎橋店でサイン会を開催、グッズ販売期間は2023年12月16日〜2024年1月8日
1月13日、1月14日、ハンズ梅田店でイラストリクエスト会を開催、グッズ販売期間は2023年12月14日〜2024年1月15日
1月20日〜3月10日、豊島区のアニメイト池袋本店でグッズ販売
2月11日、埼玉県川口市のイオンモール川口でトークショーを開催
2月15日、福岡県久留米市の久留米シティプラザでTikTok LIVE Local Love in 久留米に出演
2月17日、2月18日、渋谷MODIでサイン会と撮影会を開催、グッズ販売期間は2月13日〜2月25日
3月10日、名古屋市のMaker's Pierでププとコラボイベントを開催
3月20日、茨城県水戸市のイオンモール水戸内原でトークショーとサイン会を開催
3月22日、沖縄県でTikTok Connect By Tourismに参加
3月23日、埼玉県越谷市のTSUTAYAレイクタウンでオムライス兄さんとコラボイベントを開催、グッズ販売期間は3月15日〜3月31日
3月24日、群馬県前橋市のけやきウォーク前橋でトークショー、サイン会、撮影会を開催
3月30日、北千住マルイでププとコラボイベントを開催
3月31日、岩手県盛岡市のイオンモール盛岡南でトークショーを開催
4月20日、ハンズ新宿店でミニ色紙イラスト会を開催、単独ポップアップ期間は4月12日〜5月2日
4月20日、マリンワールド海の中道とのコラボグッズを発売
4月21日、静岡県磐田市のららぽーと磐田でトークショーを開催、100円娯楽がサプライズ登場した
4月27日、イオンモールKYOTOでトークショーを開催
4月28日、宮城県利府町のイオンモール新利府でトークショーを開催
5月3日、大阪府八尾市のアリオ八尾でトークショーを開催
5月5日、5月6日、美ら海水族館でイベントを開催
5月11日、渋谷区のエビススバルビルでFANME FUN FESに参加
5月18日、北海道江別市の江別蔦屋書店でオムライス兄さんと写真撮影会・サイン会を開催、グッズ販売期間は4月27日〜5月18日
5月19日、北海道札幌市のBivi新さっぽろでオムライス兄さんと写真撮影会・トークショーを開催、グッズ販売期間は5月19日〜5月28日
5月24日、ZeppShinjukuで「Friday Music Show～TOKYU KABUKICHO TOWERスペシャル～」決勝戦でオムライス兄さんとMCを担当
6月9日、仙台市内で「みんなで学ぶ気候変動」プロジェクト クリエイターワークショップ in 仙台に参加
6月15日、6月16日、博多阪急でオムライス兄さん・100円娯楽とコラボイベントを開催、グッズ販売期間は6月12日〜6月18日
6月18日、兵庫県姫路市の姫路市文化コンベンションセンター アクリエひめじでみんなで学ぶ気候変動プロジェクトのアーカイブ展示のTikTok LIVEに出演
6月22日、高知県高知市のイオンモール高知でトークショーを開催
7月2日、ソニー・クリエイティブプロダクツとエージェント契約を開始
7月11日、サンキューマートのユーザー900名が選ぶ「コラボして欲しいクリエイター」に選ばれ、コラボグッズを販売
7月15日、umieでトークショーを開催
8月3日〜8月14日、神戸北野異人館で初の単独個展『ゆるいるかと海の入り口展』を開催、なお本人在籍日は8月3日、8月4日、8月9日、8月12日、8月14日
8月10日、ハンズ新宿でCHAREC３周年記念POPUPイベントにてミニ色紙イラスト会を開催、グッズ販売期間は7月24日〜8月26日
8月20日、みいるかコラボデザインのVポイントカードを発売
8月24日、大阪府吹田市のTSUTAYA BOOKSTORE ららぽーとEXPOCITYでサイン会、写真撮影会を開催
8月25日、千葉県千葉市の幕張蔦屋書店でサイン会、写真撮影会を開催
9月13日、Kiss Music Presenter FRIDAYにてラジオ初出演
9月16日、KOBE子ども未来フェスに参加
9月22日、愛媛県今治市のイオンモール今治新都市でトークショーと撮影会を開催
11月9日、長野県上田市のアリオ上田でトークショーを開催
11月23日、北海道札幌市のアリオ札幌でトークショーを開催
11月24日、京都府京都市で「みんなで学ぶ気候変動」プロジェクト2024フォーラムに参加
12月1日、umieでトークショーを開催
12月7日、福島県浪江町でお絵描き配信と撮影会を開催
12月21日、大阪府松原市のセブンパーク天美でトークショーを開催
12月28日、岡山県倉敷市のアリオ倉敷でPOP UP SHOPを開催

### 2025年
2月26日〜3月11日、ジェイアール名古屋タカシマヤにて『みいるかマーケット』を開催
3月8日、MEGAドン・キホーテ豊橋店でトークショーと撮影会を開催
3月9日、MEGAドン・キホーテ豊橋店で100円娯楽とトークショーとサイン会を開催
4月18日〜5月6日、イオンモール浜松市野にてグッズ販売を開催
4月26日、香川県の高松丸亀町壱番街前ドーム広場にてキッチンカー稼働
5月3日、福岡県のMEGAドン・キホーテ福重店にてサイン会、似顔絵会を開催
5月5日、広島県のMEGAドン・キホーテ松永店にてサイン会、似顔絵会を開催、なお4月26日から5月6日までの間、福重店、松永店以外にも東京都の成増店、愛知県の豊橋店、奈良県の西大和店、高知県の高知店にて100円娯楽とPOP UP STOREを開催

## 人物
- SNSでの顔出しは一切行っていない[注 7]

- トレードマークは白色のベレー帽と水色のワンピースである

- 3歳の頃から絵を描くことが好きだった

- 学生時代は陸上部で長距離をしていた[41]

- 高校卒業後、専門学校に進学し[注 8]、水族館に就職した[42]

- 水族館の解説員時代に、コロナ禍で水族館が閉園してしまい、海の生き物についてより知ってもらいたいと思い、友達の勧めもあり海洋生物のイラストをSNSに投稿を始めた

- 好きな食べ物はエビ

- 苦手な食べ物は脂身、ウニ、レバー

- ゆるふわなタッチの海洋生物(特にイルカ)のイラストが特徴だが、SNSに投稿を始める前は趣味でホラーテイストの絵を描いていた

- 愛媛県と沖縄県に住んでいたことがある[43] [注 9][44]

- 兄と妹がおり、妹はオムライス兄さんのYouTubeの動画に出演したことがある[45][46]

- 運転免許を取得していない[47]

- パーソナルカラーはブルベ夏である[48]

- MBTIはINFJ(提唱者)である[49]

## 資格
- 潜水士 [50]

## 主な著作

### コミック
- 『ゆるいるか 夢いっぱい 海のだいぼうけん』（2024年8月22日、KADOKAWA、ISBN 978-4-04-683981-7）

### 絵本
- 『ゆるいるかと300のときめきシールえほん』 （2024年8月26日、Gakken、ISBN 978-4-05-205910-0）[51]

4コマ漫画
・『ゆるいるかプラス』（2024年12月29日、チャオプラス）

## ディスコグラフィー

### 配信限定シングル
| 配信開始日    | タイトル         |
| ------------- | ---------------- |
| 2023年2月27日 | イルカのおさんぽ |
| 2023年2月27日 | にんぎょのあくび |
| 2023年9月19日 | ゆるいるかマーチ |

## 受賞歴
- 2023年2月5日、YouTube Creator Awards 銀の盾(Silver Creator Award)[52]
- 2022年12月6日、TikTok Creator Awards Japan 2022 Popular Creator of the Year[53]
- 2023年12月14日、TikTok Creator Awards Japan 2023 Art Creator of the Year[54]
- 2024年2月17日、LINE VOOM Creator Contest 2023 Winter 特別賞[55]